# 대한민국 필드하키 국가대표팀
대한민국 필드하키 국가대표팀은 대한민국의 필드하키 국가대표팀이다. 현재 감독은 신석교가 맡고 있다. 2000년 하계 올림픽에서 은메달을 획득한 팀이다.

## 하계 올림픽성적
- 1988년 서울 올림픽 10위(신석균, 송석찬, 정계석, 김영준, 정부진, 박재식, 김종갑, 허상녕, 모지영, 이흥표, 김재천, 김만회, 한진수, 권순필, 유승진, 지재관)
- 1992년 바르셀로나 올림픽 예선 탈락.
- 1996년 애틀랜타 올림픽 5위(정용균, 한병국, 송성태, 김영귀, 구진수, 박신흥, 조명준, 유명군, 강건욱, 신석교, 전종하, 김종이, 김윤, 홍경섭, 김용배, 유승진)
- 2000년 시드니 올림픽 2위.(결승전 네덜란드와 3-3 무승부 후 페널티코너에서 4-5패)(강건욱 송성태 전종하 김용배 지성환 황종현 여운곤(MF) 김경석 김윤 김철환 한형배 김정철 임정우 서종호(FW), 임종천 전종권)
- 2004년 아테네 올림픽 8위.(이정선 송성태 전종하 김용배 지성환 김정철 한형배 임정우 여운곤(MF) 김경석 고동식 서종호(FW) 강성정 김종민 유효식 장종현)
- 2008년 베이징 올림픽 6위.(감독 조성준, 코치 조명준, 김용배, 이명호(GK), 김철, 윤성훈, 홍은성, 유효식, 이남용, 김병훈, 강성정, 고동식, 서종호(FW), 김삼석, 장종현, 차종복, 여운곤(MF), 강문권)
- 2012년 런던 올림픽 8위(감독 김윤동, 코치 신석교, 여운곤(MF), 서종호(FW), 현혜성, 이명호(GK), 이승일(주장), 남현우, 이남용, 홍은성, 윤성훈, 김영진, 오대근, 유효식, 장종현, 강문규, 강문권, 차종복)

## 아시안 게임성적
- 1986년 서울 – 1위
- 1990년 베이징(신석교)
- 1994년 히로시마 – 1위(신석교)
- 1998년 방콕 – 2위
- 2002년 부산 – 1위(신석교)
- 2006년 도하 – 1위
- 2010년 광저우 - 4위(감독 조명준, 코치 신석교, 이명호(GK), 유효식, 이승일, 홍은성, 윤성훈, 이남용, 김영진, 남현우, 장종현, 홍성권, 여운곤(MF), 현혜성, 김성규, 김재현, 강문규, 서종호(FW))
- 2014년 인천 - 3위
- 2018년 자카르타•팔렘방 - 5위
- 2022년 항저우 - 3위

## 월드컵
- 1994 – 8위 (신석교)
- 1998 – 7위 (신석교)
- 2002 – 4위 (신석교)
- 2006 – 4위
- 2010 – 6위

## 챔피언스트로피
- 1997 – 6위(신석교)
- 1998 – 4위 (신석교)
- 1999 – 2위
- 2000 – 3위
- 2001 – 6위
- 2002 – 6위(신석교)
- 2007 – 4위
- 2008 – 6위
- 2009 – 3위(코치: 신석교) (윤성훈)
- 2011 – 8위

## 챔피언스 챌린지대회
- 2003년 - 2위
- 2005년 - 2위
- 2012년 아르헨티나 챔피언스 챌린지대회 – 2위(결승전 아르헨티나에 0-5패) (감독 김윤동) (코치:신석교)득점왕 장종현(8골)
- 2014년 말레이지아 챔피언스 챌린지대회 - 우승(감독:신석교) (코치:폴리섹, 유문기)

## 술탄 아즐란 샤흐 컵
- 2010년(제19회) - 1위 감독:신석교 코치:유문기

## 같이 보기
- 대한민국 여자 필드하키 국가대표팀